# Bachas
Bachas ist eine französische Gemeinde mit 89 Einwohnern (1. Januar 2022) im Département Haute-Garonne in der Region Okzitanien (zuvor Midi-Pyrénées). Sie gehört zum Arrondissement Saint-Gaudens und zum Kommunalverband Cœur et Coteaux du Comminges.

## Geographie
Die Gemeinde Bachas liegt in der historischen Provinz Comminges, etwa 17 Kilometer nördlich von Saint-Martory und 57 Kilometer südwestlich von Toulouse an der Louge, einem Nebenfluss der Garonne.
Nachbargemeinden von Bachas sind Samouillan im Norden, Terrebasse im Osten und Süden, Alan im Südwesten sowie Benque im Westen.

## Geschichte
Im Gebiet um Bachas wurden viele römische Keramiken, Mosaik-Fliesen und religiöse Gegenstände gefunden, was auf eine Besiedlung in gallorömischer Zeit schließen lässt. Ab dem 13. Jahrhundert geriet Bachas unter die Oberhoheit der Bischöfe von Comminges. Diese Abhängigkeit hielt bis zur Französischen Revolution an. Im 17. Jahrhundert gehörte ein Drittel der Ländereien drei Familien, während sich 57 Kleinbauern die restlichen 40 Hektar teilten.
1790 wurde erstmals ein Bürgermeister gewählt. Ab 1886 wurde die seit 1882 geltende Schulpflicht auch in Bachas durchgesetzt.

### Bevölkerungsentwicklung
| Jahr      | 1962 | 1968 | 1975 | 1982 | 1990 | 1999 | 2010 | 2021 |
| Einwohner | 98   | 103  | 91   | 67   | 69   | 75   | 59   | 87   |

Im Jahr 1856 wurde mit 383 Bewohnern die bisher höchste Einwohnerzahl ermittelt. Die Zahlen basieren auf den Daten von cassini.ehess und INSEE.

## Sehenswürdigkeiten
- Liebfrauenkirche (Église Notre-Dame) im Dorf Bachas
- Kapelle Notre-Dame-du-Mailho-Blanc

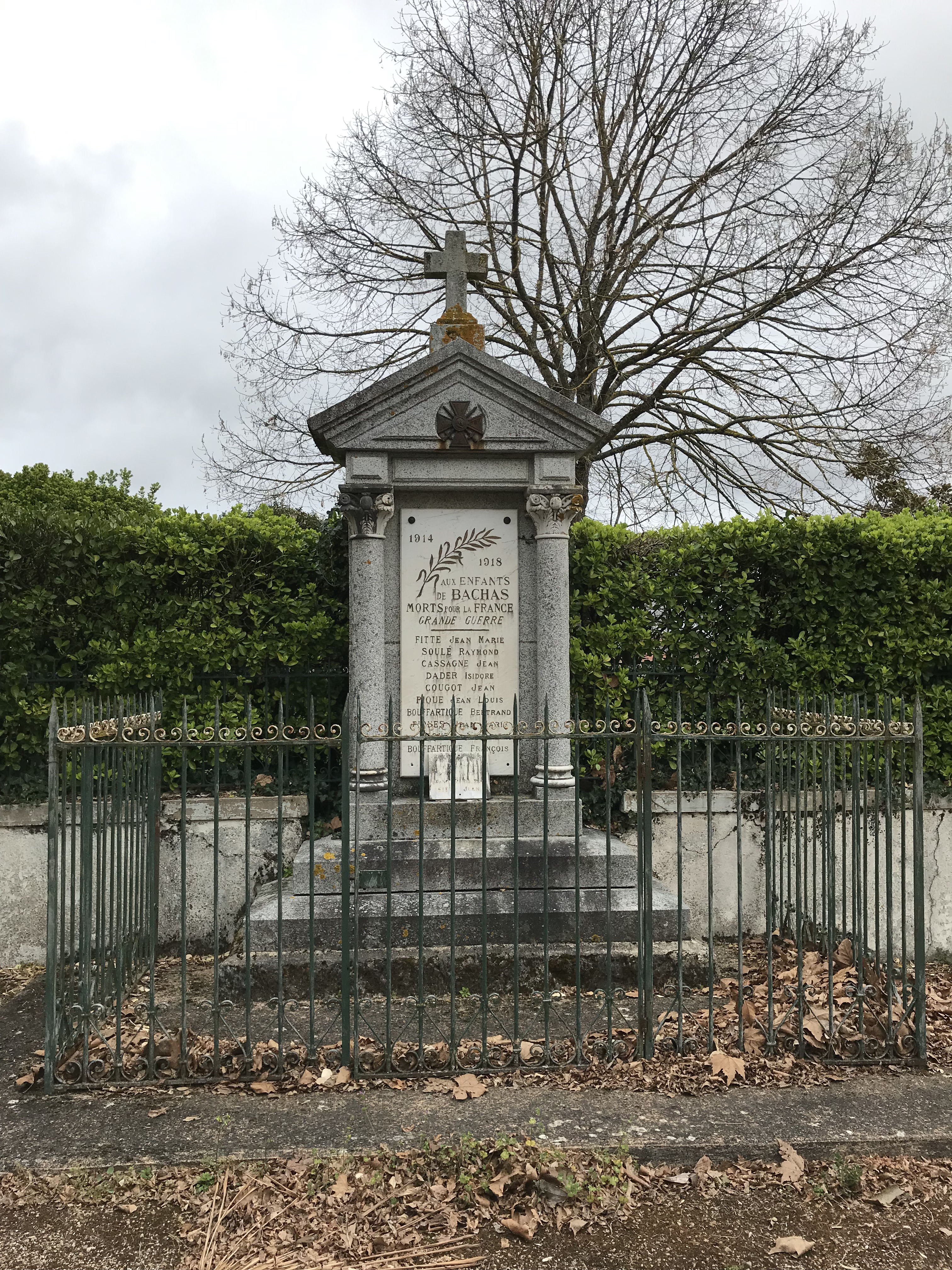
Gefallenendenkmal

## Wirtschaft und Infrastruktur
In Bachas sind kleinere Gewerbebetriebe aktiv (Textilbetrieb, Gas- und Wasserinstallation, Bauhandwerk). Darüber hinaus sind in Bachas sieben Landwirtschaftsbetriebe ansässig (Getreide- und Gemüseanbau, Schaf- und Ziegenzucht).
Bachas liegt abseits der überregional wichtigen Verkehrswege. In der elf Kilometer südöstlich gelegenen Gemeinde Martres-Tolosane besteht Anschluss an die Autoroute A64. Hier befindet sich auch der nächstgelegene Bahnhof an der Strecke von Toulouse nach Saint-Gaudens.

## Belege
1. ↑  Bachas auf cassini.ehess
2. ↑  Bachas auf INSEE
3. ↑  Landwirtschaftsbetriebe auf annuaire-mairie.fr (französisch)